# Gymnastes cyanoceps
Gymnastes cyanoceps är en tvåvingeart som först beskrevs av Alexander 1922.  Gymnastes cyanoceps ingår i släktet Gymnastes och familjen småharkrankar. Inga underarter finns listade i Catalogue of Life.